# Szemjon Aronovics Gersgorin
Szemjon Aronovics Gersgorin, oroszul: Семён Аронович Гершгорин, belarusz nyelven: Сямён Аронавіч Гершгорын, jiddisül: סמיון ארונוביץ גרשגורן (Pruzsani, 1901. augusztus 24. – Leningrád, 1933. május 30.) fehéroroszországi születésű szovjet-zsidó matematikus, aki a matematika numerikus módszerei terén elért eredményei révén vált híressé. Legismertebb felfedezése a róla elnevezett Gersgorin-tétel (amely Gersgorin körtétele néven is ismert). Ez lehetőséget ad a komplex test fölötti négyzetes mátrixok sajátértékeinek hatékony közelítésére.

## Pályafutása
Pruzsaniban született, az akkor még az Orosz Birodalomhoz tartozó Fehéroroszországban. Petrográdban (a mai Szentpéterváron) járt műszaki egyetemre, ahol 1923-ban végzett.
Az 1920-as években úttörő kutatásokat végzett az analóg (előbb mechanikus majd elektromos) számítóeszközök kifejlesztése terén. Ezek segítségével különböző komplex változós függvényeket modellezett, illetve egyes parciális differenciálegyenletek numerikus megoldásait határozta meg. Különösen kiemelkedő 1929-es cikke, amelyben a Laplace-egyenlet közelítő megoldására használható elektromos hálózat működését írja le.
Szintén jelentős alkalmazott matematikai kutatásokat végzett mechanikai és gépészeti területeken: vizsgálta az elaszticitást, a vibrációkat, a hidrodinamikát és módszert dolgozott ki a repülőgépek szárnyszelvényeinek tervezésére.
Legismertebb eredménye a Gersgorin-tétel vagy Gersgorin körtétele néven ismert tétel, amely lehetővé teszi a mátrixok sajátértékeinek egyszerű mátrixaritmetikai eszközök segítségével történő közelítő kiszámítását. Ez 1931-ben jelent meg német nyelven a Szovjet Tudományos Akadémia folyóiratában.
1930-ban a Leningrádi Politechnikai Intézetben professzori kinevezést kapott. Ezzel párhuzamosan a Turbinakutató Intézet mechanikai osztályát is vezette.